# 鳴り始めた恋のBell
「鳴り始めた恋のBell」（なりはじめたこいのベル）は、音楽ガッタスの1枚目のシングル。2007年9月12日にアップフロントワークスのzetimaレーベル（販売元はソニー・ミュージックディストリビューション）より発売。

## 概要
- 初回生産限定盤（CD+DVD）と、通常盤（CDのみ）の二形態発売。
- ハロー!プロジェクトのフットサルチーム「Gatas Brilhantes H.P.」の選抜メンバーで作られたユニットのデビューシングルである。
- メンバーは、吉澤ひとみ（キャプテン）・石川梨華（美勇伝）・里田まい（カントリー娘。）。・紺野あさ美とハロプロエッグより是永美記・能登有沙・真野恵里菜・仙石みなみ・澤田由梨・武藤水華の合わせて10名。
- モーニング娘。誕生10年記念隊に続いてドラリオンのイメージソングに起用された。
- ミュージック・ビデオDVD「シングルV・鳴り始めた恋のBell」が同日発売。
- CDの発売日は当初8月22日であったが、制作上の都合によりシングルVと同日の9月12日へと変更された[1]。ところが、当初の予定日であった8月22日に、HMVなどの大型店を含む一部の店舗でなぜか初回版、通常版ともにCDが発売されているという報告がネット上で多々あり、その後ほとんどの店舗ではCDを回収するというアクシデントが発生した[2]。なお、この発売日前に発売されたCDと、正規の発売日（9月12日）に発売されたCDでは、初回版付属DVDのテロップに表記されているメンバーの名前や出身地の誤字、誤表記が修正されているということが双方を購入したファンなどによって明らかになっている。

## 収録曲
全作詞・作曲：つんく
1. 鳴り始めた恋のBell
編曲：松井寛
2. DREAMIN'〜ガッタスブリリャンチスH.P.の応援歌〜
編曲：山崎淳
3. 鳴り始めた恋のBell (Instrumental)

## 参加ミュージシャン
鳴り始めた恋のBell
- プログラミング：松井寛
- ギター：是永巧一
- コーラス：竹内浩明

DREAMIN'〜ガッタスブリリャンチスH.P.の応援歌〜
- プログラミング＆ギター：山崎淳
- コーラス：竹内浩明

## シングルV
収録内容
1. 鳴り始めた恋のBell
2. 鳴り始めた恋のBell（Close-up Ver.）
3. メイキング映像

## カバー
- Juice=Juice - アルバム『First Squeeze!』（2015年7月15日発売）の通常盤DISC3に収録。